# Großfischlingen

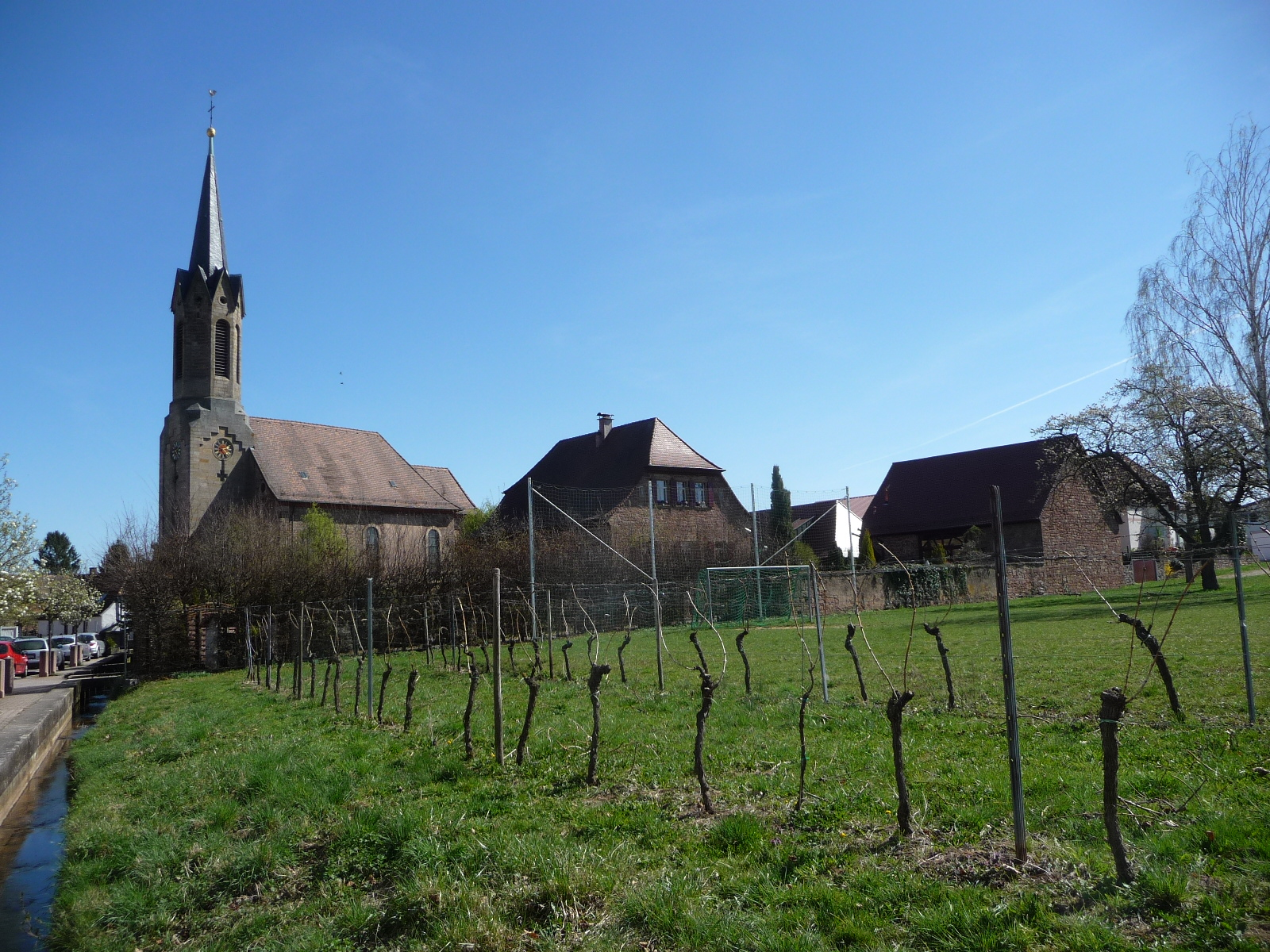
Ortsbild von Großfischlingen

Großfischlingen ist eine Ortsgemeinde im Landkreis Südliche Weinstraße in Rheinland-Pfalz. Sie gehört der Verbandsgemeinde Edenkoben an.

## Geographie

### Lage
Die Ortsgemeinde liegt 4 km südöstlich von Edenkoben zwischen dem Pfälzerwald und dem Rhein mitten im sogenannten Gäu. Nachbargemeinden sind – im Uhrzeigersinn – Venningen, Altdorf, Freimersheim, Kleinfischlingen, Essingen und Edesheim.

### Gewässer
Der Modenbach verläuft in West-Ost-Richtung mitten durch das Siedlungsgebiet. Der Kaltenbach bildet die südliche und der Lachgraben größtenteils die nördliche Gemarkungsgrenze.

## Geschichte
Erstmals wurde Großfischlingen im Jahre 772 in einer Urkunde der Abtei Lorsch als Fisckilingen erwähnt. Bis Ende des 18. Jahrhunderts gehörte die Gemeinde zum Hochstift Speyer. Am 28. Mai 1794 war sie teilweise Schauplatz des Gefechts von Kirrweiler.
Von 1798 bis 1814, als die Pfalz Teil der Französischen Republik (bis 1804) und anschließend Teil des Napoleonischen Kaiserreichs war, war Großfischlingen in den Kanton Edenkoben eingegliedert und besaß eine eigene Mairie, die zusätzlich Kleinfischlingen umfasste. 1815 hatte der Ort insgesamt 386 Einwohner. Im selben Jahr wurde er Österreich zugeschlagen. Bereits ein Jahr später wechselte der Ort wie die gesamte Pfalz zum Königreich Bayern. Von 1818 bis 1862 gehörte die Gemeinde dem Landkommissariat Landau an; aus diesem ging das Bezirksamt Landau hervor.
Ab 1939 war der Ort Bestandteil des Landkreises Landau in der Pfalz. Nach dem Zweiten Weltkrieg wurde Großfischlingen innerhalb der französischen Besatzungszone Teil des damals neu gebildeten Landes Rheinland-Pfalz. Im Zuge der ersten rheinland-pfälzischen Verwaltungsreform wechselte der Ort am 7. Juni 1969 in den neu geschaffenen Landkreis Landau-Bad Bergzabern, der 1978 in Landkreis Südliche Weinstraße umbenannt wurde. 1972 wurde Großfischlingen der ebenfalls neu gebildeten Verbandsgemeinde Edenkoben zugeordnet.

## Religion
Ende des Jahres 2013 waren 54,7 Prozent der Einwohner katholisch und 25 Prozent evangelisch. Die übrigen gehörten einer anderen Religion an oder waren konfessionslos. Protestantischerseits gehört die Gemeinde zum Pfarramt im Gäu.

## Politik

### Gemeinderat
Der Gemeinderat in Großfischlingen besteht aus zwölf Ratsmitgliedern, die bei der Kommunalwahl am 9. Juni 2024 in einer Mehrheitswahl gewählt wurden, und der ehrenamtlichen Ortsbürgermeisterin als Vorsitzender.

### Bürgermeister
Sibylle Menyhart wurde am 15. August 2024 Ortsbürgermeisterin von Großfischlingen. Da bei der Direktwahl am 9. Juni 2024 kein gültiger Wahlvorschlag eingereicht wurde, oblag die Neuwahl des Bürgermeisters gemäß rheinland-pfälzischer Gemeindeordnung dem Rat der Gemeinde, der sich auf seiner konstituierenden Sitzung einstimmig für Sibylle Menyhart entschied.
Menyharts Vorgänger Michael Diehl hatte das Amt am 4. März 2022 übernommen. Da für eine am 16. Januar 2022 angesetzte Direktwahl keine gültigen Wahlvorschläge eingereicht wurden, erfolgte die Wahl des bisherigen Ersten Beigeordneten durch den Rat. Diehls Vorgänger Daniel Köbler (parteilos) hatte das Amt am 14. Juni 2018 angetreten, es aber aus privaten Gründen zum 30. September 2021 vorzeitig niedergelegt. Auch Köblers Vorgänger Manuel Spiegel (parteilos) hatte das Amt am 28. Februar 2018 aus persönlichen Gründen niedergelegt. Übernommen hatte er es am 19. November 2014, da der seit 2010 amtierende Ortsbürgermeister Bernhard Spiegel nicht erneut kandidiert hatte.

### Wappen
| Wappen von Großfischlingen | Blasonierung: „Unter blauem Schildhaupt, darin ein durchgehendes silbernes Kreuz, in Silber drei sternförmig gekreuzte blaue Fische, deren oberster nach oben sieht, während die beiden anderen nach schräglinks und schrägrechts unten blicken.“ |
| Wappen von Großfischlingen | Wappenbegründung: Es wurde 1952 vom Mainzer Innenministerium genehmigt. Das Kreuz erinnert an die ehemalige Zugehörigkeit zum Hochstift Speyer und die Fische stellen redend den Ortsnamen dar.                                                   |

## Kultur und Sehenswürdigkeiten

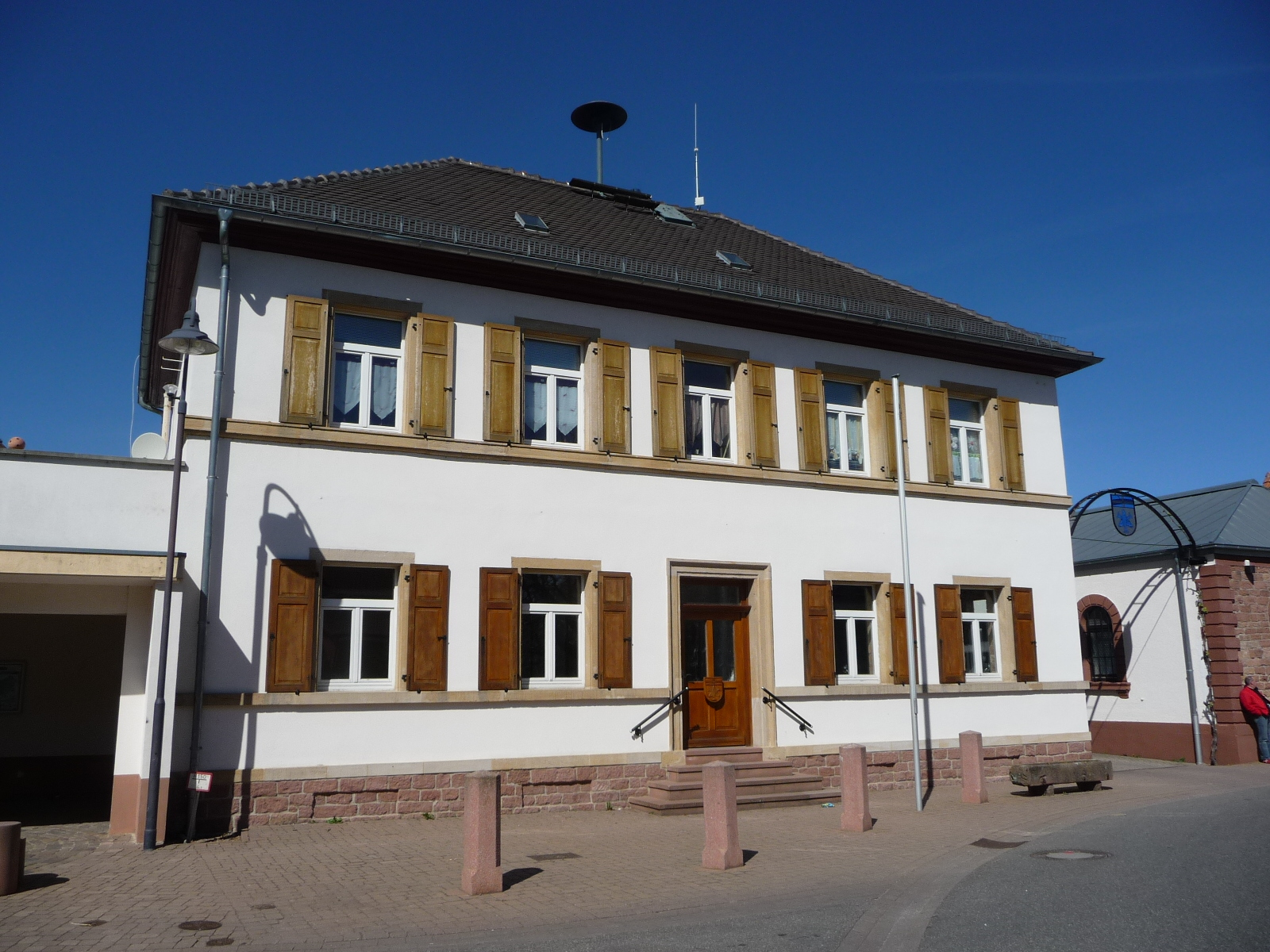
Die 1834 erbaute Schule in Großfischlingen

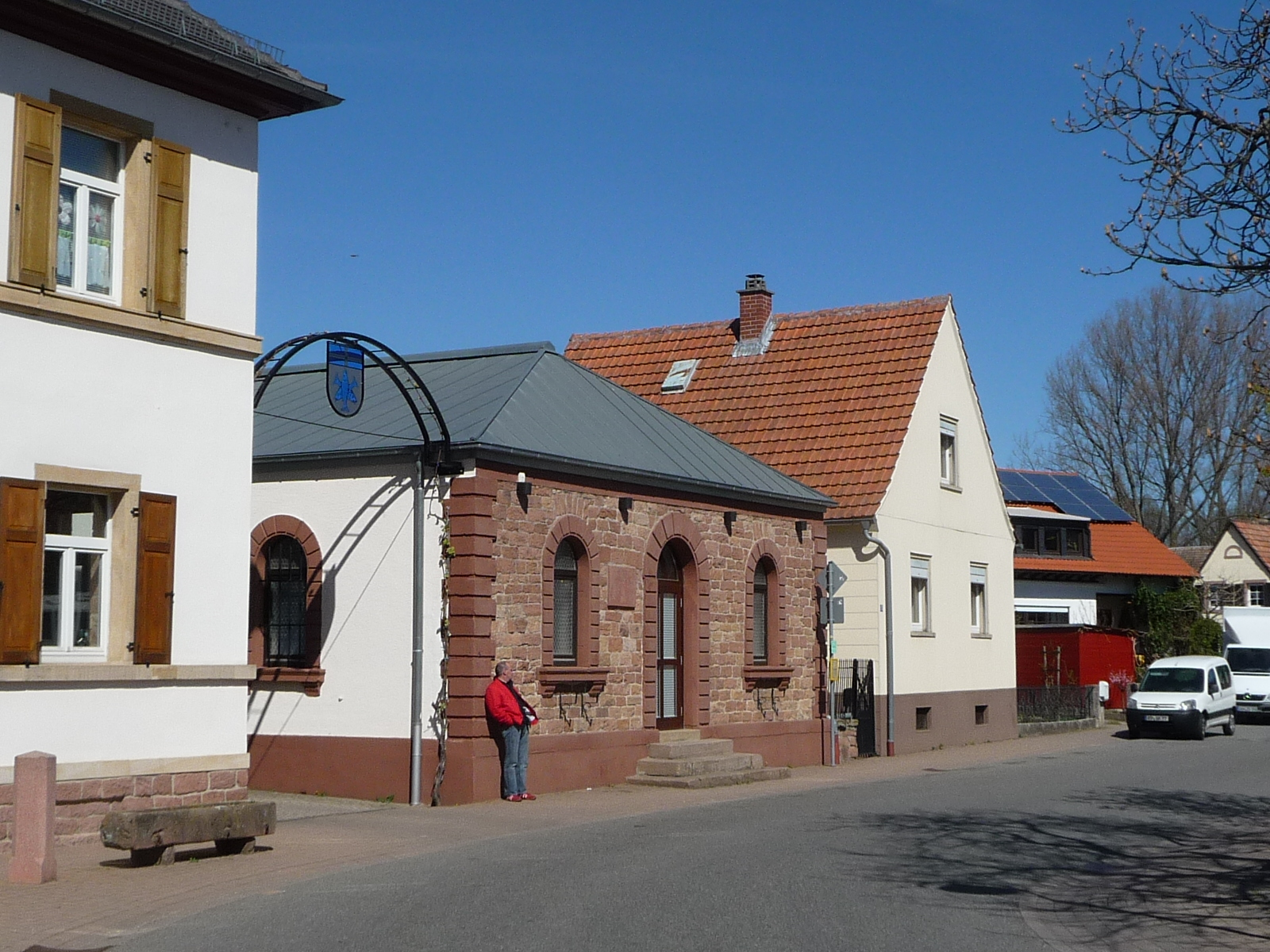
Das Dorfgemeinschaftshaus Großfischlingen

### Kulturdenkmäler
Vor Ort befinden sich insgesamt zehn Objekte, die unter Denkmalschutz stehen:
- Katholische Pfarrkirche St. Gallus, barocker Saalbau von 1765
- Friedhofskreuz von 1813
- In der Hauptstraße eine Vierkant-Hofanlage von um 1770/80, die ehemalige Schule von um 1830 und ein Wegekreuz von 1720
- In der Oberstraße der ehemalige katholische Pfarrhof von um 1765 mit Resten des Schlosses der Edlen von Fischlingen in den Nebengebäuden (13.–15. Jahrhundert, mit Graben), ein barockes Fachwerkhaus aus dem 18. Jahrhundert, eine Hofanlage von 1879 und ein barockes Fachwerkhaus aus dem 18. Jahrhundert
- An der L 507 ein Wegekreuz von 1751

### Vereine
In Großfischlingen gibt es aktuell zehn Vereine. Besonders auszeichnen konnte sich vor allem das Jugendrotkreuz, das 2005 den Deutschen Meistertitel in „Erster Hilfe“ gewann.

## Wirtschaft und Infrastruktur

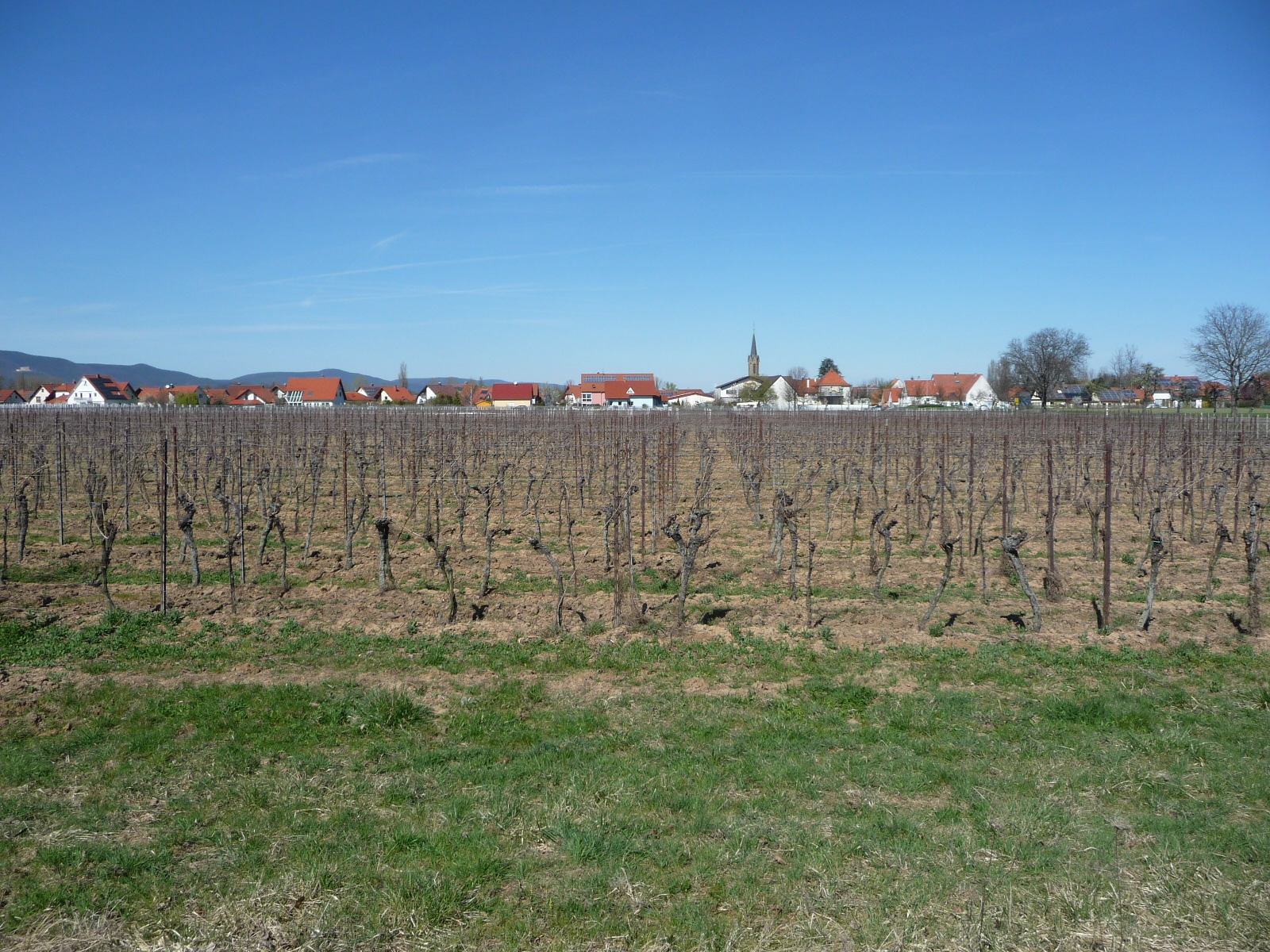
Weinberg in Großfischlingen

### Wirtschaft
Großfischlingen ist ein Winzerort und als solcher Teil des Weinanbaugebiets Pfalz. Vor Ort existiert die Einzellage Kirchberg (180,3 ha). Diese gehört zur Großlage Trappenberg im Bereich Südliche Weinstraße.

### Verkehr
Durch die Gemeinde verläuft in Nord-Süd-Richtung die Landesstraße 542. Nächstgelegene Bahnhöfe sind Edesheim und Edenkoben an der Pfälzischen Maximiliansbahn Neustadt–Wissembourg.

### Bildung
Die nächstgelegene Grundschule befindet sich in Edesheim.

### Tourismus
Durch die Gemeinde verlaufen der Radweg Vom Rhein zum Wein und der mit einem roten Kreuz markierte Fernwanderweg Franken-Hessen-Kurpfalz.

## Persönlichkeiten

### Ehrenbürger
- Franz Seiller

### Söhne und Töchter der Gemeinde
- 1848 wanderte der in Großfischlingen geborene Prof. Georg Hollerith nach Buffalo, Vereinigte Staaten, aus. Dessen Sohn Hermann (1860–1929) entwickelte 1884–1889 die erste Apparatur zum Auswerten von gestanzten Lochkarten. 1896 gründete er die erste Fabrik für Datenverarbeitungsmaschinen, eine der Vorgänger von IBM. Heute erinnert die Herrmann-Hollerith-Straße an den unechten Sohn des Ortes.
- Heinz Habermann (1938–2022), Kunsterzieher, Designer, Hochschullehrer, Sachbuchautor und Heimatforscher
- Pirmin Spiegel (* 1957), Theologe, Geistlicher und Entwicklungshelfer

### Personen, die vor Ort gewirkt haben
- Bernd Wallner, seit 1992 Hauptgeschäftsführer des Pfälzerwald-Vereins